# Atiba (Bogo)
Atiba (ou Attiba) est une localité du Cameroun située dans l'arrondissement de Bogo, le département du Diamaré et la région de l’Extrême-Nord.

## Population
En 1975, la localité comptait 46 habitants, des Massa.
Lors du recensement de 2005, on y a dénombré 64 personnes.

### Articles connexeqs
- Massa (langue)